# Бойко Федір Антонович
Федір Антонович Бойко (1905—1966) — радянський працівник сільського господарства, вчений, Герой Соціалістичної Праці.

## Біографія
Народився 19 жовтня 1905 року у місті Владивосток.
До Другої світової війни працював в українському радгоспі «Більшовицький наступ». У роки війни — на Ставропіллі.
У 1945 році Бойко очолив донський зернорадгосп «Гігант» (Сальський район), змінивши Лискіна Миколу Фадійовича. Директором радгоспу працював до серпня 1953 року. За ці роки відновив зруйнований війною радгосп і вивів його в передові сільськогосподарські підприємства.
З 1 жовтня 1955 року по 20 липня 1958 року завідував кафедрою «Організація соціалістичних сільськогосподарських підприємств» Рязанського сільськогосподарського інституту (доцент, кандидат сільськогосподарських наук).
Помер у 1966 році.

## Нагороди
- У відповідності з Указом Президії Верховної Ради СРСР навесні 1947 року за отримання врожаю пшениці 30,2 ц/га на площі 18 га Бойко удостоєний звання Героя Соціалістичної Праці з врученням ордена Леніна і золотої медалі «Серп і Молот».
- Також орденом Леніна нагороджений 1945 році.
- За роботу «Травопольна система землеробства на досвіді зернорадгоспу „Гігант“» вченою радою Московської сільськогосподарської Академії імені К. А. Тімірязєва Бойко удостоєний першої премії імені академіка В.Р. Вільямса.
- Мав й інші нагороди СРСР.